# Você Sabe Qual o Melhor Remédio
Você Sabe Qual o Melhor Remédio é o quinto álbum de estúdio da banda brasileira Tutti Frutti e o primeiro depois da separação da banda e de Rita Lee. O disco foi relançado em CD pela gravadora Europa Music, no ano de 1995, contendo cinco faixas bônus: País Tropical, Rádio Patroa, Dance como Dance, Quebrando o Gelo e Não Diga Não.

## Faixas
| N.º | Título                      | Compositor(es)                        | Duração |  |
| 1.  | "Que Loucura"               | Luis Sérgio Carlini                   | 3:50    |  |
| 2.  | "Classe Média"              | Luis Sérgio Carlini                   | 3:30    |  |
| 3.  | "Dançar É o Melhor Remédio" | Luis Sérgio Carlini                   | 2:40    |  |
| 4.  | "Ilusão e Brisa"            | Luis Sérgio Carlini                   | 2:55    |  |
| 5.  | "Você"                      | Luis Sérgio Carlini / Marcão / Simbas | 4:32    |  |
| 6.  | "Casa na Fazenda"           | Luis Sérgio Carlini                   | 3:03    |  |
| 7.  | "Chega mais Menina"         | Simbas                                | 4:08    |  |
| 8.  | "Motel 56"                  | Luis Sérgio Carlini                   | 4:39    |  |
| 9.  | "Paranóia"                  | Luis Sérgio Carlini / Simbas          | 3:37    |  |

Relançamento em CD (1995)
| N.º | Título                           | Compositor(es)                        | Duração |  |
| 1.  | "Que Loucura"                    | Luis Sérgio Carlini                   | 3:50    |  |
| 2.  | "Classe Média"                   | Luis Sérgio Carlini                   | 3:30    |  |
| 3.  | "Dançar É o Melhor Remédio"      | Luis Sérgio Carlini                   | 2:40    |  |
| 4.  | "Ilusão e Brisa"                 | Luis Sérgio Carlini                   | 2:55    |  |
| 5.  | "Você"                           | Luis Sérgio Carlini / Marcão / Simbas | 4:32    |  |
| 6.  | "Casa na Fazenda"                | Luis Sérgio Carlini                   | 3:03    |  |
| 7.  | "Chega mais Menina"              | Simbas                                | 4:08    |  |
| 8.  | "Motel 56"                       | Luis Sérgio Carlini                   | 4:39    |  |
| 9.  | "País Tropical (Faixa Bônus)"    | Jorge Ben Jor                         | 3:41    |  |
| 10. | "Rádio Patroa (Faixa Bônus)"     | Luis Sérgio Carlini                   | 3:37    |  |
| 11. | "Dance como Dance (Faixa Bônus)" | Fughetti Luz                          | 4:47    |  |
| 12. | "Quebrando o Gelo (Faixa Bônus)" | Simbas                                | 4:40    |  |
| 13. | "Não Diga Não (Faixa Bônus)"     | Luis Sérgio Carlini / Simbas          | 3:37    |  |
| 14. | "Paranóia"                       | Luis Sérgio Carlini / Simbas          | 3:37    |  |